# 南卓林寺
南卓林寺（藏語：ཐེག་མཆོག་རྣམ་གྲོལ་བཤད་སྒྲུབ་དར་རྒྱས་གླིང་།；威利转写：Theg-mchog-rnam-grol-bshad-sgrub-dar-rgyas-gling）是藏传佛教宁玛派最大的教学中心。该修道院位于卡纳塔克邦迈索尔县的拜拉库比，拥有五千多名喇嘛（僧侣和尼姑）的僧伽社区，拥有一所名为Yeshe Wodsal Sherab Raldri Ling的初级中学，一所宗教学院（僧侣与尼姑都有的佛学院）和医院。

## 建设时间表
1978年2月17日，佛学院（“Shedra”）建成。
1993年11月27日，Ngagyur Nyingma Nunnery mTsho-rGyal bShad-Drub Dargyas-Ling成立。
1999年9月24日，一座新的寺庙“莲花生佛寺”（Padmasambhava Buddhist Vihara，当地人称“金殿”）落成。寺内有几千名僧侣。
2004年，Zangdog Palri寺，一座供奉宁玛派主佛莲花生的寺庙于当年12月13日建成并开放。
截至2016年，学校拥有三栋住宿楼，提供200多间房间。随着僧侣们入学或毕业，寺院人口常有波动。最近一次普查显示，这里有4000多名僧侣和800多名尼姑。

## 仪式
南卓林寺每年都会举办一些仪式。特别有趣的是藏历新年，以农历为基础，日期不是固定的，但通常在二月或三月。寺院举办传统的喇嘛舞、建筑两侧悬挂着超大唐卡，以及贯穿整个寺院持续大约两周的庄严游行。

## 图集

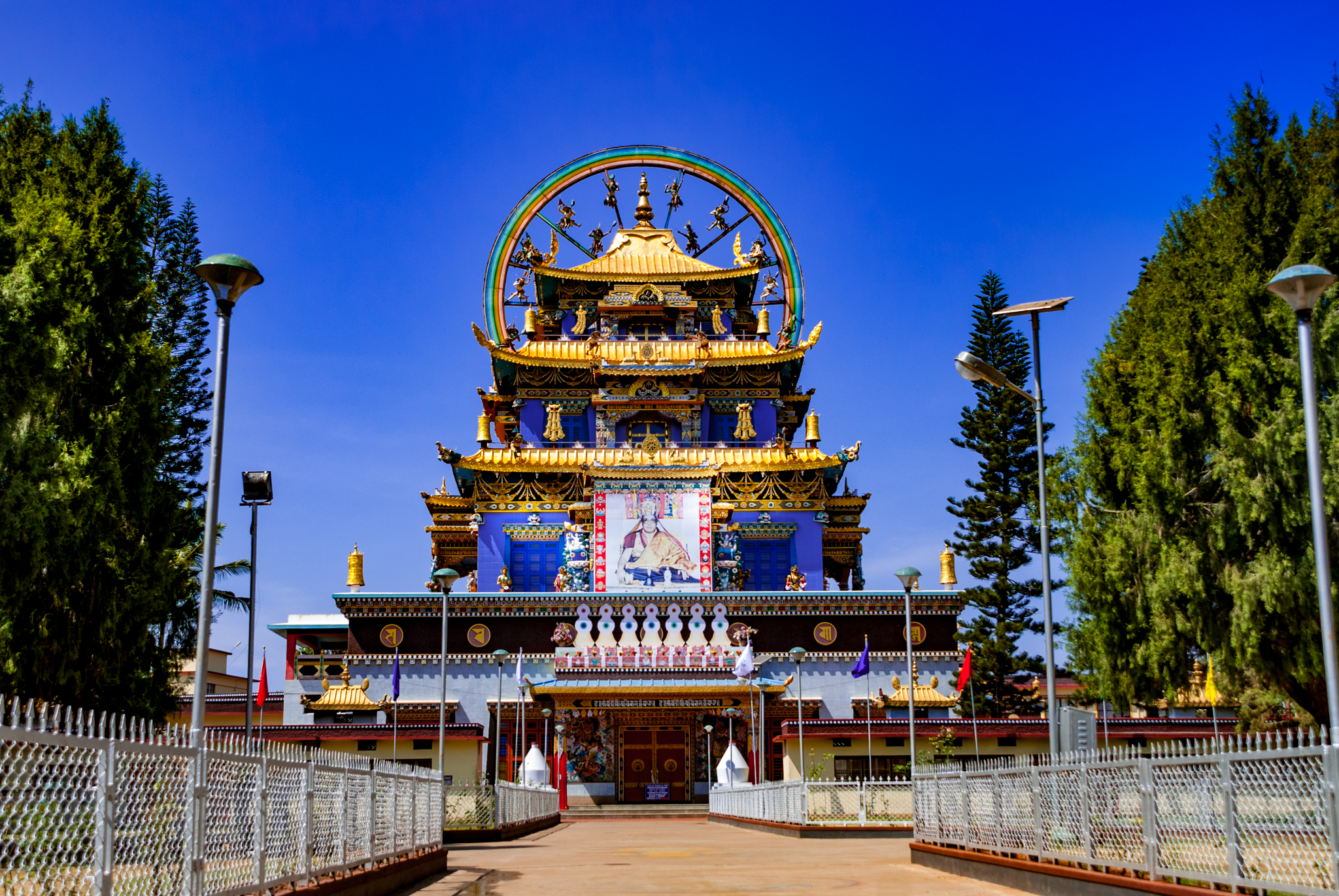
Zangdog Palri寺
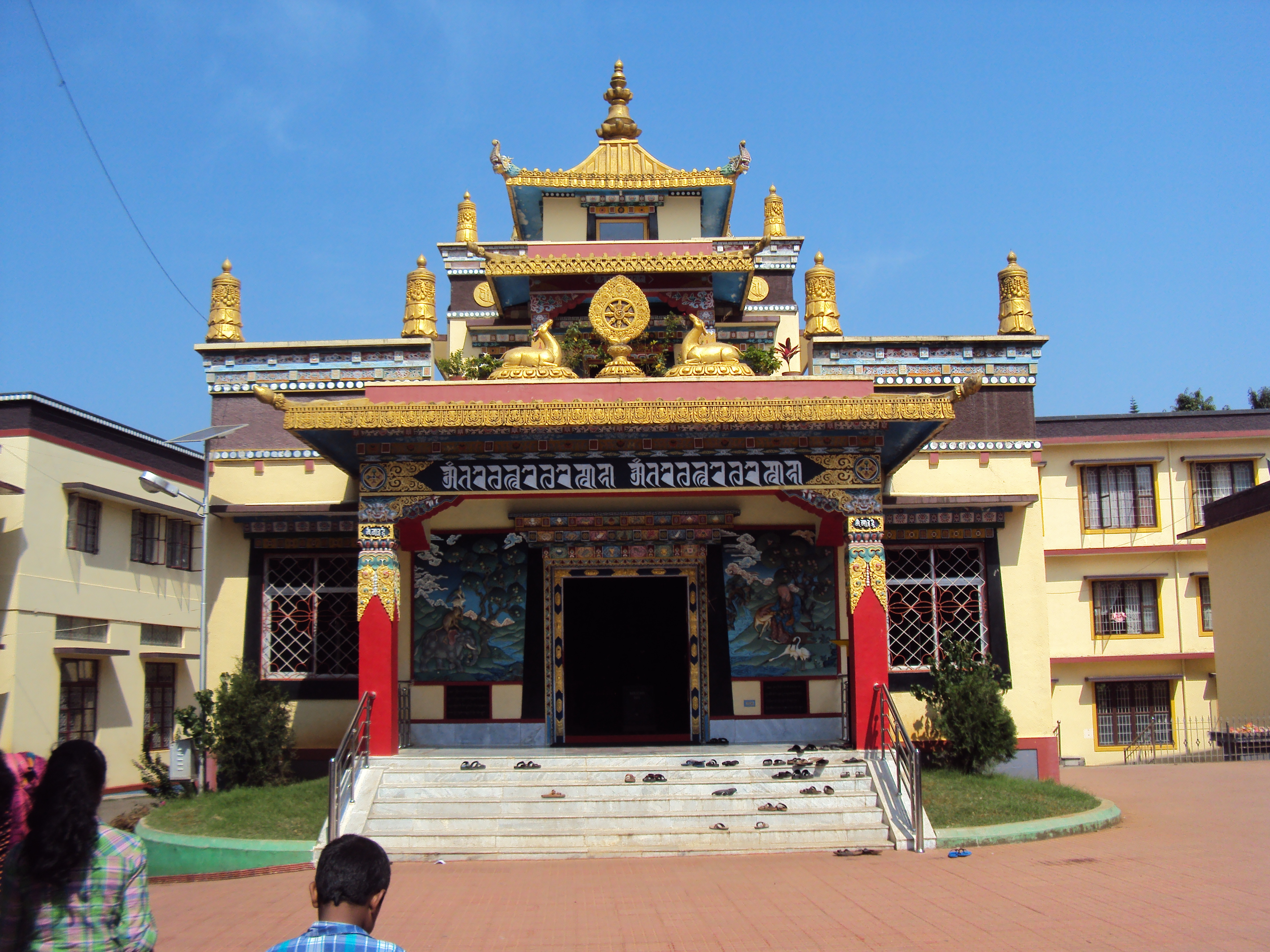
Tara寺
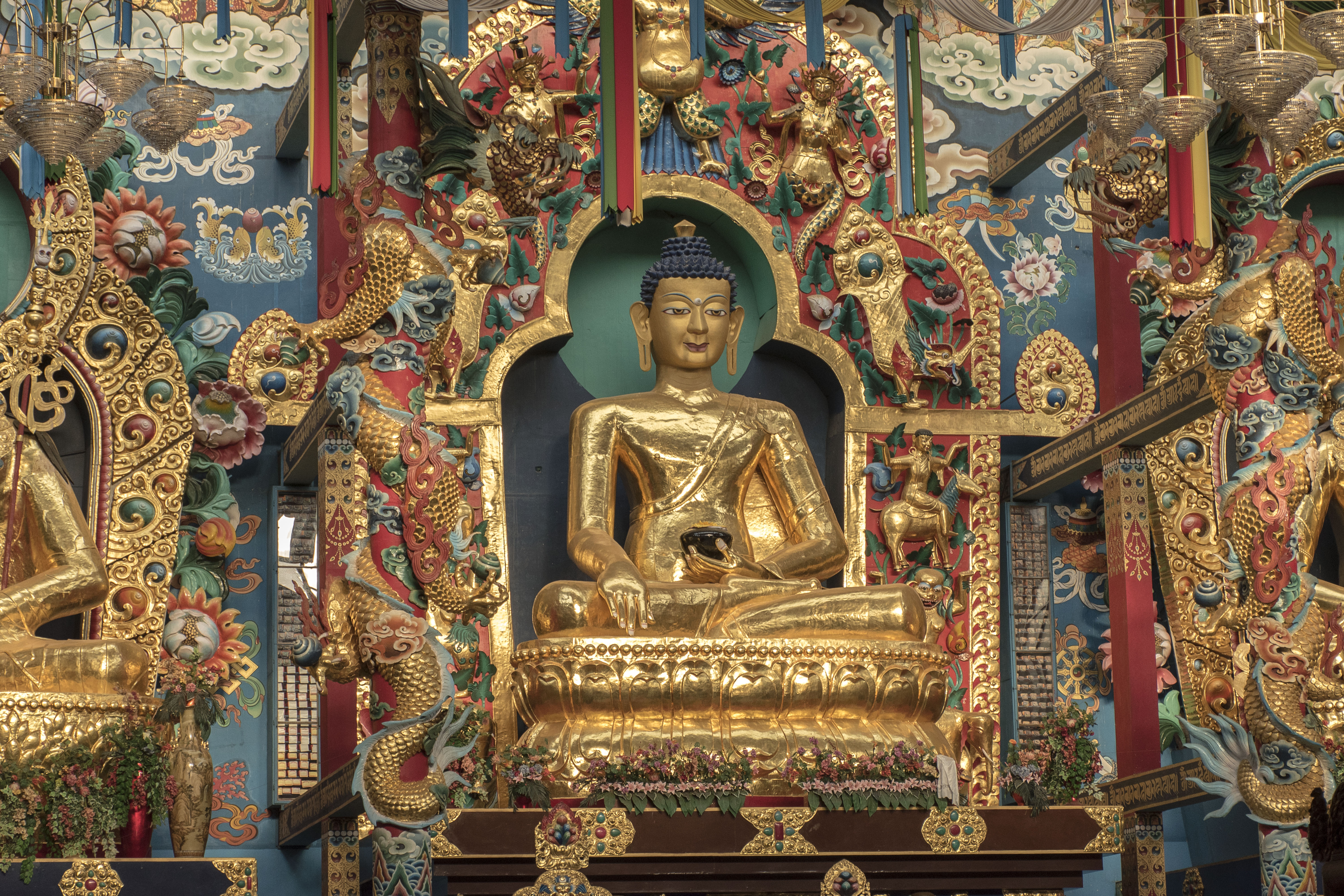
Namdroling寺内佛像
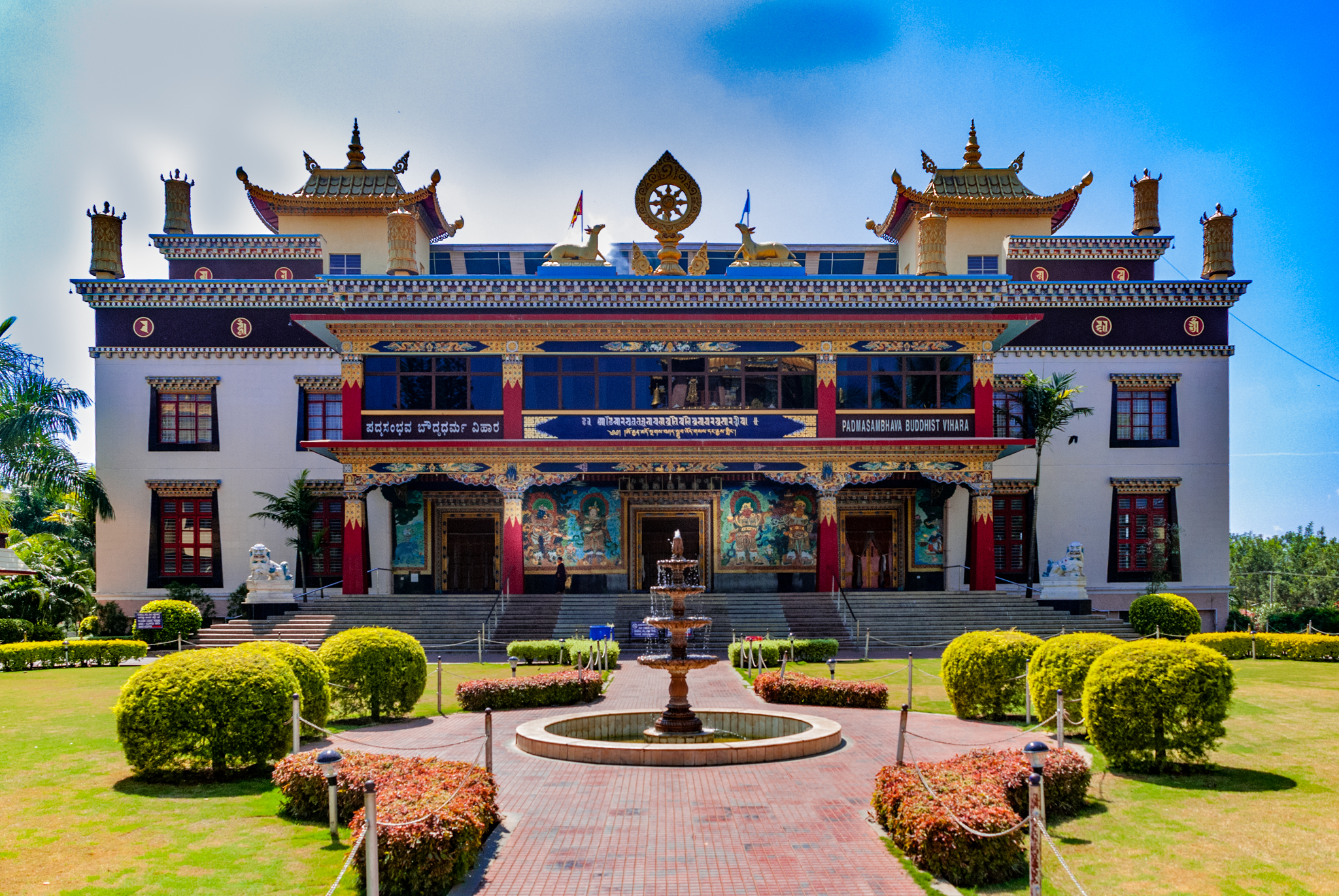
莲花生佛寺（金殿）
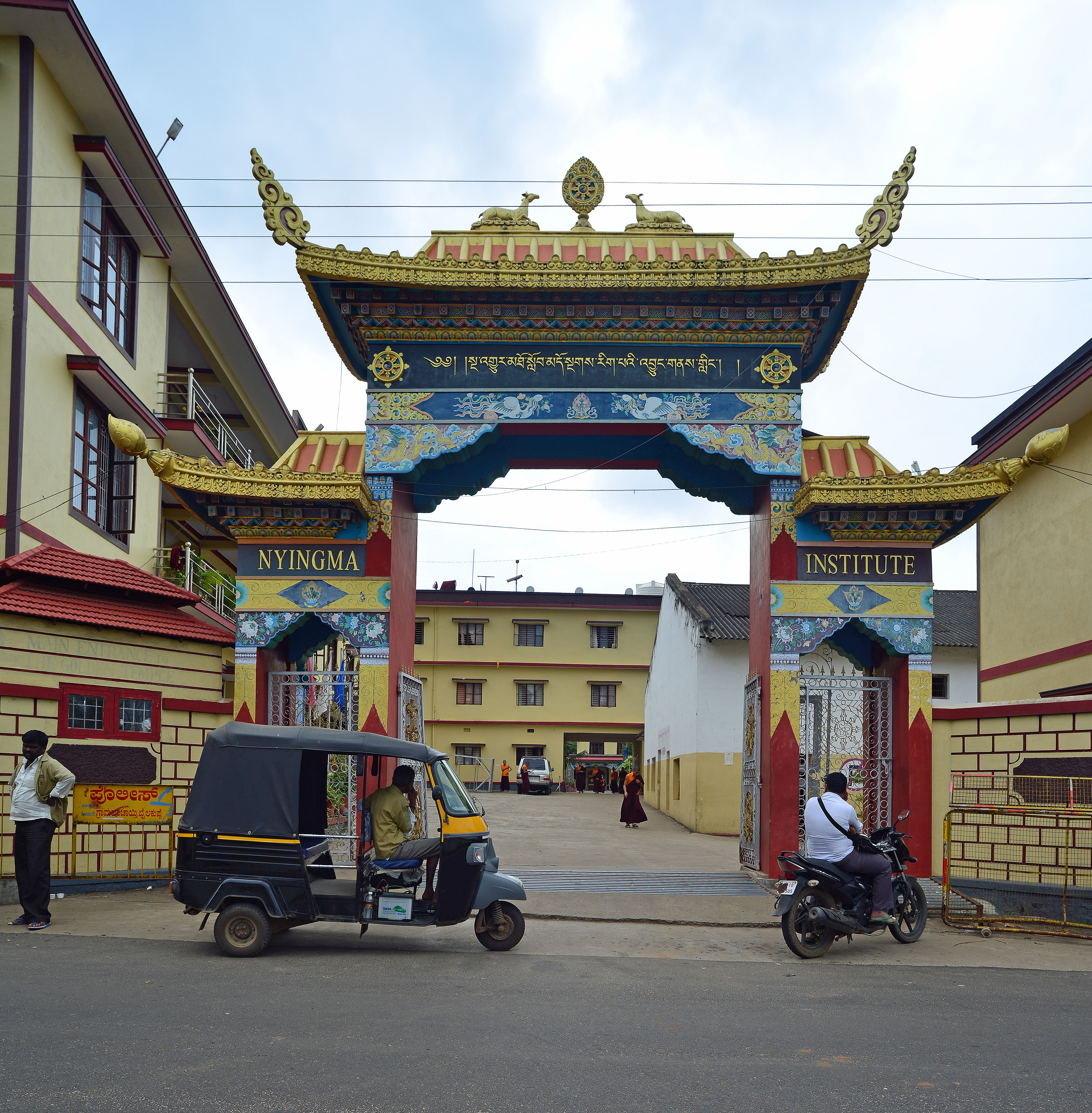
宁玛学院大门
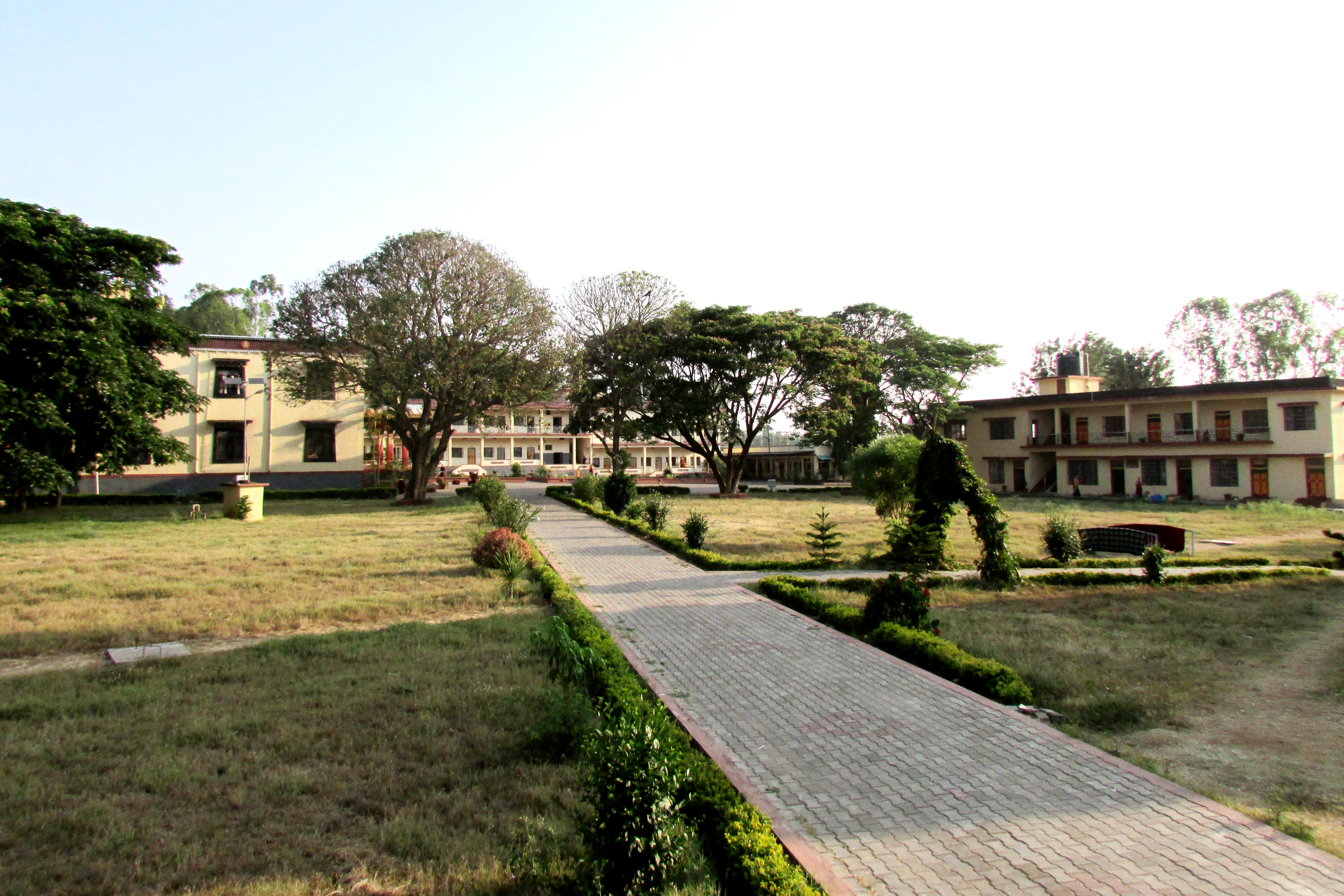
Ngagyur Nyingma Nunnery（英语：Ngagyur Nyingma Nunnery）